# Samuel Butler (básník)
Samuel Butler (pokřtěn 14. února 1613 Strensham, Worcestershire – 25. září 1680 Londýn) byl anglický básník a satirik. Vystudoval školu King's School ve Worcesteru. Sloužil jako tajemník velšského politika Richarda Vaughana. Oženil se s bohatou vdovou, své jmění však ztratil nešťastnými spekulacemi a zemřel v chudobě. Jako literát se proslavil dlouhou burleskní satirickou básní Hudibras (1663), zaměřenou proti nábožensko-politickému sektářství své doby. Šlo o první satiru v anglické literatuře, která byla zaměřena proti idejím, a ne proti osobnostem. Obdivovatelem knihy byl samotný král Karel II., který udělil Butlerovi roční penzi 100 liber.